# Kungsängen
Kungsängen – miejscowość (tätort) w Szwecji, w regionie administracyjnym (län) Sztokholm. Siedziba władz (centralort) gminy Upplands-Bro.
Miejscowość położona jest w prowincji historycznej (landskap) Uppland, ok. 30 km na północny zachód od centrum Sztokholmu nad jeziorem Melar. W mieście jest stacja Kungsängen kolei podmiejskiej (linia J35 sztokholmskiego Pendeltågu). Na północny wschód od miejscowości przebiega trasa europejska E18.
W 2010 r. Kungsängen liczyło 9382 mieszkańców.